# Perissodus
Genre
Perissodus est un genre de poissons  la famille des Cichlidae. Les deux espèces de ce genre sont endémiques du lac Tanganyika en Afrique.

## Liste des espèces
Selon FishBase (25 janv. 2017) :
- Perissodus eccentricus Liem & Stewart, 1976
- Perissodus microlepis Boulenger, 1898